# Anisia ciliata
Anisia ciliata är en tvåvingeart som beskrevs av Wulp 1890. Anisia ciliata ingår i släktet Anisia och familjen parasitflugor. Inga underarter finns listade i Catalogue of Life.